# L'ora legale
L'ora legale è un film del 2017 scritto, diretto e interpretato dal duo comico Ficarra e Picone.

## Trama
(Valentino)
In un paese immaginario della Sicilia, Pietrammare, tutti i residenti sono in fermento per le elezioni del nuovo sindaco e del nuovo consiglio comunale. Fino a quel momento il paese aveva vissuto per molto tempo sotto la guida di politici corrotti e opportunisti ma il nuovo sindaco Natoli, appena eletto, è deciso a cambiare nettamente le cattive abitudini, regolarizzando tutto ciò che è contro la legge. I suoi propositi spaziano dal rispetto della selezione e del conferimento corretto dei rifiuti alla battaglia contro l'abusivismo edilizio fino al progetto di realizzazione di una pista ciclabile.
La nuova ventata politica con questi radicali cambiamenti è vista come una minaccia dai residenti e da coloro che fino allora avevano fatto uso di favoritismi illegali, infatti l'ondata di legalità stravolge completamente le loro solite abitudini e in molti fanno fatica ad abituarsi a vivere in maniera "pulita"; tra questi vi sono anche i due protagonisti Salvo e Valentino (cognati del neoeletto), proprietari di un chiosco. Salvo, credendo di trovarsi nuovamente una persona facilmente corruttibile come il suo predecessore (anche e soprattutto per il legame di parentela), commette l'errore di esporsi in maniera sconsiderata al nuovo sindaco raccomandandosi per un favore (un gazebo da costruire per l'attività che gli viene rifiutato). Anche Valentino, inizialmente ligio alle regole, si schiererà contro il cognato dopo che sua moglie perde il lavoro per la decisione di chiudere una fabbrica inquinante e lo stesso chiosco viene chiuso perché non in regola. Pressati dalla cittadinanza capeggiata dal parroco Don Raffaele (che rifiuta di pagare le tasse per il suo bed and breakfast), i due, dopo averle provate tutte, decidono di costruire una terrazza abusiva nella casa estiva del loro cognato e causare uno scandalo, con l'appoggio di carabinieri e giornalisti, che lo costringa a dimettersi.
Alla fine, nonostante il discorso suo e di sua figlia che mostrano come la città sia migliorata grazie agli sforzi di tutti, Natoli viene costretto a dimettersi dal rifiuto della folla di cambiare. L'ex sindaco Patanè torna dunque a governare il paese dopo pochi mesi, giusto il tempo di lasciare l'ora legale e tornare a quella solare. In questo modo le abitudini dei cittadini tornano a quelle di un tempo.

## Produzione
Il film è stato girato nel 2016 a Termini Imerese (PA).

## Distribuzione
La pellicola è stata distribuita nelle sale cinematografiche italiane a partire dal 19 gennaio 2017.
È stato proiettato anche in Francia e Spagna, anche se in versione limitata.

## Accoglienza

### Incassi
Nei primi due giorni di programmazione la pellicola ha incassato 3.253.000 euro.
L'incasso totale è stato di 10.378.706 euro risultando così il film italiano più visto della stagione.

### Critica
Il film ha ricevuto recensioni generalmente positive da parte della critica.

## Riconoscimenti
- 2017 – Nastro d'argento
  - Migliore commedia
  - Miglior produttore a Attilio De Razza
- 2017 Biglietto d'oro[4] per il miglior incasso italiano della stagione 2017
- 2017 Bari International Film Festival - Premio Tonino Guerra per il miglior soggetto a Ficarra e Picone, Edoardo De Angelis, Nicola Guaglianone e Fabrizio Testini.
- 2017 Premio De Sica[5]
  - Premio per il film L'ora legale
- 2017 – Super Ciak d'oro[6] a Ficarra e Picone
- 2017 – CineCiak d'oro[7]
  - Miglior commedia
  - Best Comedian maschile a Leo Gullotta
- 2017 – Premio Massimo Troisi[8]
  - Miglior film
- 2017 – Premio "Satira politica" Forte dei Marmi[5]
- 2017 Tuscia Film Fest[8]
  - Premio Pipolo
- 2018 – Premio Flaiano per la sceneggiatura.[7]